# Gert Augst
Gert Augst (* 14. Juni 1927 in Reichenberg, Tschechoslowakei; † 26. März 2005 in Mainz) war ein katholischer Kirchenmusiker. 

## Biographie
Nach dem Abitur in Offenburg  studierte Augst in Freiburg im Breisgau von 1947 bis 1950 Kirchenmusik und Musikerziehung. Danach war er von 1950 bis 1966 in Überlingen am Bodensee als Münsterkantor und Musiklehrer tätig. 
Von 1966 bis zu seinem Ruhestand im Jahr 1991 leitete er die Musikschule des Bischöflichen Instituts für Kirchenmusik in Mainz, dessen Leiter er auch ab 1988 als Nachfolger von Hans Niklaus war. Zentrale Aufgabe seiner Tätigkeit als Leiter der Musikschule war die Ausbildung von Kirchenmusikern im Nebenamt (C-Ausbildung).
1974 wurde Augst als Nachfolger von Heinrich Rohr Diözesankirchenmusikdirektor, später auch einer der Orgelreferenten der Diözese. Musikalisch ist Augst als Organist in Liturgie und Konzert hervorgetreten. Schwerpunkte seiner Lehrtätigkeit am kirchenmusikalischen Institut und seines Lehrauftrags an der Mainzer Universität waren Liturgisches Orgelspiel, Chorleitung und Musiktheorie.
Neben seiner beruflichen Tätigkeit wirkte er auch in seinen Wohnpfarreien als Organist und Chorleiter, zunächst in Mainz, St. Stephan (1966 bis 1981). Von 1981 bis 1998 leitete Augst in der Pfarrgemeinde St. Franziskus in Mainz-Lerchenberg den von ihm gegründeten Kirchenchor.
Zeit seines Lebens war Augst eng mit dem Prager Komponisten Petr Eben verbunden. 1980 spielte er an der Ott-Orgel der Mainzer St. Antoniuskapelle zusammen mit dem Trompeter David Tasa die deutsche Erstaufnahme von Ebens Komposition „Fenster nach Marc Chagall“ ein.